# Egon Köhnen
Egon Köhnen (* 24. November 1947 in Erkelenz) ist ein ehemaliger deutscher Fußballspieler, der von 1966 bis 1981 für Fortuna Düsseldorf in der Fußball-Regionalliga West beziehungsweise Fußball-Bundesliga spielte. In den Jahren 1979 und 1980 wurde er mit den Düsseldorfern Deutscher Pokalsieger. Insgesamt absolvierte er für die Fortuna in 15 Spieljahren 376 Meisterschaftsspiele und erzielte dabei 17 Tore.

## Laufbahn
Als Jugendspieler war Egon Köhnen bereits in der Schülernationalmannschaft des DFB aktiv. Am 24. Mai 1963 gehörte er neben Mitspielern wie Norbert Nigbur, Horst Köppel und David Scheu der deutschen Auswahl an, die sich in Heilbronn mit 3:1 Toren gegen England durchsetzen konnte. Die Auswahlberufungen setzten sich in der Jugendnationalmannschaft fort, mit der an den UEFA-Juniorenturnieren 1965 und 1966 an der Seite von Mitspielern wie Norbert Nigbur, Berti Vogts, Walter Bechtold, Karl-Heinz Kamp, Ludwig Bründl, Günter Keifler und Heiner Schmieh teilnahm. Zur Saison 1966/67 wurde der vormalige Jugendspieler der Spvg Versmold vom Bundesligaaufsteiger Fortuna Düsseldorf unter Vertrag genommen. Hans-Georg Noack und Karl Heidelberger brachten die Verhandlungen mit Familie Bestmann/Köhnen in Versmold zum Erfolg, der Jugendnationalspieler wechselte zur Fortuna.
Unter Trainer Kuno Klötzer konnte sich der Nachwuchsspieler im Abstiegskampf in der Bundesliga nicht auf Anhieb durchsetzen. Er musste sich in seinem Debütjahr als Lizenzfußballer 1966/67 mit drei Bundesligaeinsätzen begnügen. Der Trainer setzte auf Routine. Düsseldorf stieg mit dem Torverhältnis von 44:66 Toren als Tabellenvorletzter umgehend wieder in die Regionalliga West ab. Debütiert hatte der Nachwuchsfußballer am 21. Januar 1967 in der Bundesliga bei einem überraschenden 2:1-Auswärtserfolg beim FC Bayern München gegen deren Angriffsformation mit Rudolf Nafziger, Rainer Ohlhauser, Gerd Müller, Dieter Koulmann und Dieter Brenninger. Die Fortuna-Defensive hatte sich dabei im damals noch überwiegend gespielten WM-System formiert mit Dirk Krüssenberg (Torhüter), Hans-Josef Hellingrath und Köhnen als Verteidigerpaar, sowie der Läuferreihe mit Horst Häfner, Werner Biskup und Fred Hesse. Weitere oftmals noch eingesetzte Akteure in der Fortuna-Defensive waren die Spieler Gert Wünsche, Werner Jestremski und Werner Lungwitz.
Es folgten für Köhnen mit der Fortuna vier Jahre Fußball in der Zweitklassigkeit der Regionalliga West. Dabei etablierte sich der zweikampfstarke Defensivakteur als Stammspieler und erreichte nach der Vizemeisterschaft 1970/71 und dem Erfolg in der Aufstiegsrunde unter Trainer Heinz Lucas, zur Saison 1971/72 die Rückkehr in die Bundesliga. Insgesamt stehen für Köhnen in der Regionalliga West von 1967 bis 1971 104 Ligaspiele mit fünf Toren, zusätzlich acht Aufstiegsrundeneinsätze mit zwei Toren, in der Statistik.
Mit zwei dritten Rängen in den Jahren 1973 und 1974 erlebte er im zweiten und dritten Jahr nach der Bundesligarückkehr, das beste Abschneiden mit seinem Verein und damit 1973/74 und 1974/75 auch erstmals den Einzug in den UEFA-Cup. In insgesamt neun Spielen gegen Naestved IF, Admira/Wacker Wien, Lokomotive Leipzig, AC Turin, ETO Győr und FC Amsterdam sammelte er im defensiven Mittelfeld beziehungsweise in der Verteidigung internationale Erfahrung. Im DFB-Pokal zog er mit Fortuna Düsseldorf von 1978 bis 1980 dreimal in Folge in das Finale ein, von denen er zwei gewann. Die schwere Verletzung am 14. Oktober 1972 beim Auswärtsspiel gegen den MSV Duisburg – Knochenabsplitterung und Bänderriss am linken Knöchel – verhinderte im Rückblick von Köhnen, eine mögliche Karriere in der Nationalmannschaft.
Sportlich herausragend wurde der Weg im Wettbewerb des Europapokals der Pokalsieger in der Saison 1978/79: Nach Erfolgen gegen FC Aberdeen, Servette Genf und Banik Ostrau zog Fortuna Düsseldorf in das Finale ein, in welchem sich am 16. Mai 1979 in Basel der FC Barcelona mit 4:3 nach Verlängerung durchsetzte.
Mit dem Heimspiel am 13. Juni 1981 – 34. Rundenspieltag – gegen Eintracht Frankfurt (2:2) lief Köhnen nach 15 Runden mit insgesamt 780 Einsätzen letztmals für Fortuna Düsseldorf auf. Seinem ehemaligen Trainer Dietrich Weise wird seine Aufgabenstellung innerhalb der Fortunen-Elf mit den plakativen Worten zugeschrieben: „Dein Feld geht nur bis zur Mittellinie. Dort versuchst Du den Ball anzunehmen und sauber weiterzuspielen.“ Wenn die Fortuna mit den Defensivspielern Zewe und Zimmermann stürmte, durfte sich Egon als „Mittellinienchef“ fühlen.
Nach einer Saison bei Bayer 05 Uerdingen – 1981/82 in der 2. Fußball-Bundesliga – beendete Köhnen seine Lizenzspielerkarriere endgültig.
Der gelernte Bankkaufmann war später in der Versicherungsbranche engagiert. Er wurde von den Fortuna-Fans im Jahr 2009 ins Team der elf Legenden gewählt.

### Statistiken
- Bundesliga (272 Spiele / 12 Tore)
- 2. Bundesliga (30 Spiele / 1 Tor)
- Regionalliga (104 Spiele / 5 Tore)
- DFB-Pokal (46 Spiele / 8 Tore)
- Europapokal (20 Spiele / 2 Tore)